# Andon Petrov
Andon Petrov (em búlgaro:  Андон Петров, 29 de abril de 1955) é um ex-ciclista olímpico búlgaro. Representou sua nação nos Jogos Olímpicos de Verão de 1980, na prova de corrida individual em estrada.